# Le Cri du cœur
Le Cri du cœur  es una película del año 1994.

## Sinopsis
Moktar vive en África con su madre Safi. Nunca ha salido del pueblo. Su padre, que se fue a Francia hace tiempo, les pide que se unan a él. El niño deja su pueblo, a sus amigos y a su abuelo enfermo por un mundo extraño y hostil. Tiene dificultades en adaptarse. A menudo sufre pesadillas en las que aparece una hiena, símbolo de la muerte. Por suerte, conoce a Paulo, un marginado que le ayuda a aceptar el cambio y a dominar sus temores.

## Premios
- Festival de Venecia 1994
- Festival de Cine de África, Asia y América Latina de Milano 1995